# Mučeništvo sv. Boštjana (Piero del Pollaiolo)
Mučeništvo svetega Boštjana je delo Piera del Pollaiuola morda tudi brata Antonia, ki ga je naročila florentinska družina Pucci in je zdaj v Narodni galeriji v Londonu.

## Zgodovina
Družina Pucci jo je naročila kot oltarno sliko za družinsko kapelo, oratorij, posvečen svetemu Boštjanu v baziliki Santissima Annunziata v Firencah. Giorgio Vasari jo datira v leto 1475, vendar jo napačno pripiše Pierovemu bratu, bolj znanemu in umetniško nadarjenemu Antoniju - napačno pripisovanje, ki je trajalo do danes.
Roberto Pucci je delo umaknil iz oratorija pod pretvezo restavracije, nato pa ga je leta 1857 prodal Narodni galeriji.

## Analiza
Šteje se za Pierovo mojstrovino z bolj togim geometrijskim nadzorom kompozicije kot v njegovih prejšnjih delih, ne da bi se odrekel svoji običajni drži in gibanju - štirje lokostrelci v ospredju tvorijo dve simetrični pozi, pri čemer se osrednja osvežujeta in oba na robovih streljata, v popolnem ravnovesju na obeh straneh osrednjega droga, na katerega je privezan Boštjan.
Lahko ga primerjamo s skoraj sodobnim, Botticellijevim Svetim Boštjanom, ki namesto tega postavi lik svetnika v osamljeno pokrajino, ki jo navdihuje Flandrija. Na Botticellijevi sliki je izposojen Sv. Boštjan Francesca Botticinija, prej pripisan Andrei del Castagno, datiran v leta takoj po letu 1474.

## Galerija
- Sandro Botticelli, Sv. Boštjan, Berlin, Gemäldegalerie, 1474
- Francesco Botticini, Sv. Boštjan, New York, Metropolitan Museum of Art, post 1474